# Список легіонерів в українському вищому футбольному дивізіоні
Нижче подано список іноземних футболістів, що коли-небудь грали в українській Вищій та Прем'єр-лізі. Гравці, виділені жирним шрифтом, провели принаймні один матч за свою національну збірну.

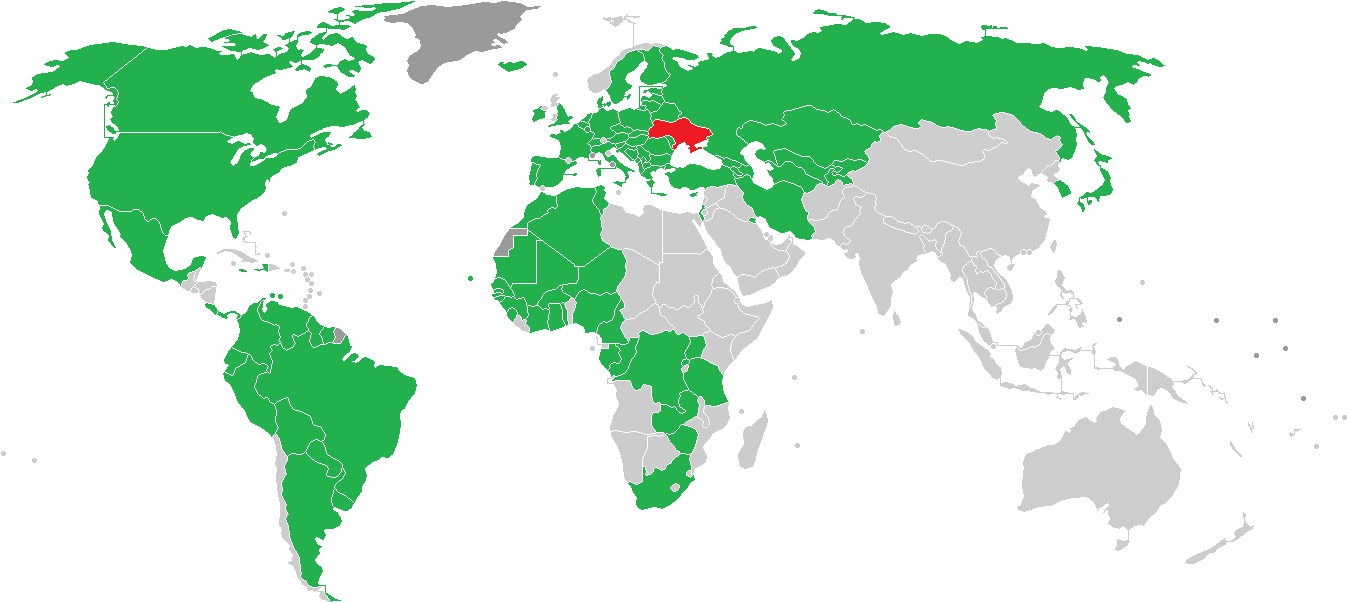
Мапа футбольних легіонерів України. Зеленим кольором позначено країни-члени ФІФА, чиї гравці виступали в Чемпіонаті України.

Інформація станом на 19.08.2025.

## Громадянство

### Австрія
- Маркус Бергер – Чорноморець (Одеса)
- Александар Драгович – Динамо (Київ)
- Габріель Ескінья – Зоря (Луганськ)

### Азербайджан
- Самір Алієв – Волинь (Луцьк)
- Тарлан Ахмедов – Волинь (Луцьк)
- Вадим Васильєв – Таврія (Сімферополь)
- Джахангір Гасанзаде – Волинь (Луцьк), Таврія (Сімферополь)
- Камал Гулієв – Волинь (Луцьк)
- Махмуд Гурбанов – Таврія (Сімферополь)
- Олександр Жидков – Нива (Вінниця)
- Фаррух Ісмаїлов – Волинь (Луцьк)
- Еміль Мустафаєв[2] – Полісся (Житомир), Чорноморець (Одеса)
- Дмитро Нагієв[2] – Дніпро, Інгулець
- Владислав Носенко – Кривбас (Кривий Ріг), Зірка (Кропивницький)
- Анатолій Нурієв[2] – Минай, Колос (Ковалівка)
- Павло Пашаєв[2] – Металург (Запоріжжя), Сталь (Кам'янське), Олександрія
- Андрій Попович[2] – Минай
- Ельхан Расулов – Карпати (Львів)
- Самір Хаїров – Зоря (Луганськ)
- Ільхам Ядуллаєв – Волинь (Луцьк), Таврія (Сімферополь)

### Албанія
- Ансі Аголлі – Кривбас (Кривий Ріг)
- Еліс Бакай – Чорноморець (Одеса)
- Ельвін Бекірі – Металург (Донецьк)
- Ервін Булку – Кривбас (Кривий Ріг)
- Доріан Бюлюкбаші – Кривбас (Кривий Ріг)
- Крісті Вангєлі – Чорноморець (Одеса)
- Рубін Гебай – Ворскла (Полтава)
- Айді Дайко – ЛНЗ (Черкаси)
- Арменд Даллку – Ворскла (Полтава)
- Паріт Джихані – Зоря (Луганськ)
- Улікс Котррі – Таврія (Сімферополь)
- Ервіс Края – Закарпаття
- Генрі Ндрека – Кривбас (Кривий Ріг)
- Тефік Османі – Металург (Запоріжжя)
- Ермір Рашиця – Металіст 1925
- Аріналдо Ррапай – Колос (Ковалівка)
- Таулант Сефері – Ворскла (Полтава)
- Ардіт Толі – Ворскла (Полтава)
- Реалдо Філі – Чорноморець (Одеса)
- Анді Хадрой – Полісся (Житомир)
- Іслі Хіді – Кривбас (Кривий Ріг)
- Теді Цара – Олександрія
- Дебатік Цуррі – Ворскла (Полтава), Говерла (Ужгород), Севастополь
- Бледі Шкембі – Металург (Запоріжжя), Кривбас (Кривий Ріг)
- Ахмед Янузі – Ворскла (Полтава)

### Алжир
- Адель Гафаїті – Зірка (Кропивницький)
- Яніс Амаш – Дніпро-1

### Англія
- Родель Річардс – Ворскла (Полтава)
- Вів Соломон-Отабор – Рух (Львів)

### Аргентина
- Фабрісіо Альваренга – Олімпік (Донецьк), Рух (Львів), Чорноморець (Одеса)
- Вальтер Асеведо – Металіст (Харків)
- Факундо Бертольйо – Динамо (Київ)
- Домінго Феліпе Бланко – Дніпро-1
- Себастьян Бланко – Металіст (Харків)
- Крістіан Вільягра – Металіст (Харків)
- Пабло Вітті – Чорноморець (Одеса)
- Алехандро Гомес – Металіст (Харків)
- Рубен Гомес – Металург (Донецьк), Сталь (Алчевськ), Зоря (Луганськ), Закарпаття (Ужгород), Таврія (Сімферополь)
- Крістіан Ербес – Карпати (Львів)
- Гвідо Кортеджано – Карпати (Львів)
- Хонатан Крістальдо – Металіст (Харків)
- Густаво Бланко Лещук – Карпати (Львів), Шахтар (Донецьк)
- Хонатан Майдана – Металіст (Харків)
- Роберто Нанні – Динамо (Київ)
- Герман Пачеко – Карпати (Львів)
- Федеріко Перейра – Зірка (Кропивницький), Карпати (Львів)
- Оскар Альберто Піріс – Арсенал (Київ)
- Еміліано Пуріта – Дніпро-1
- Марко Рубен – Динамо (Київ)
- Катріель Санчес – Карпати (Львів)
- Себастіан Сетті – Чорноморець (Одеса)
- Хосе Соса – Металіст (Харків)
- Клаудіо Спінеллі – Олександрія
- Патрісіо Танда – Карпати (Львів)
- Фернандо Тіссоне – Карпати (Львів)
- Чако Торрес – Металіст (Харків)
- Марко Торсільєрі – Металіст (Харків)
- Осмар Феррейра – Дніпро
- Факундо Феррейра – Шахтар (Донецьк)
- Пабло Фонтанельйо – Чорноморець (Одеса)
- Франсіско Ді Франко – Карпати (Львів), Дніпро-1
- Ернан Фредес – Металіст (Харків)
- Карлос Фронтіні – Ворскла (Полтава)
- Даміан Хіменес – Чорноморець (Одеса)

### Аруба
- Еріксон Дансо – Сталь (Кам'янське)

### Білорусь
- Павло Беганський – Іллічівець
- Валентин Белькевич пом. – Динамо (Київ)
- Євген Брановицький – Ворскла (Полтава)
- Сергій Веремко – Харків, Севастополь
- Андрій Воронков – Динамо (Київ), Оболонь (Київ), Кривбас (Кривий Ріг), Карпати (Львів), Металург (Запоріжжя)
- Володимир Гаєв – Чорноморець (Одеса)
- Сергій Гомонов – Темп (Шепетівка)
- Борис Горовой – Металург (Запоріжжя)
- Олександр Гридюшко – Зоря-МАЛС
- Олександр Греньков – Кривбас (Кривий Ріг)
- Ігор Гуринович – Верес (Рівне)
- Олександр Данилов – Металіст (Харків), Металург (Донецьк), Арсенал (Київ)
- Дмитро Денисюк – Металург (Запоріжжя)
- Павло Довгулевець – Кривбас (Кривий Ріг)
- Юрій Зенін – Зоря-МАЛС
- Микола Золотов – Колос (Ковалівка)
- Сергій Кабельський – Металург (Запоріжжя)
- Тимофій Калачов – Шахтар (Донецьк), Іллічівець
- Максим Карпович – Ворскла (Полтава)
- Микола Кашевський – Металург (Запоріжжя), Кривбас (Кривий Ріг), Іллічівець, Таврія (Сімферополь)
- Кирило Кириленко – Карпати (Львів), Олімпік (Донецьк)
- Павло Кирильчик – Кривбас (Кривий Ріг), Чорноморець (Одеса), Карпати (Львів), Іллічівець
- Костянтин Коваленко[3] – Кремінь
- Денис Ковба – Зірка (Кіровоград), Олександрія
- Леонід Ковель – Карпати (Львів)
- Георгій Кондратьєв – Темп (Шепетівка)
- Михайло Конопелько – Таврія (Сімферополь)
- Микита Корзун – Динамо (Київ)
- Сергій Корніленко – Динамо (Київ), Дніпро
- Володимир Коритько – Металург (Запоріжжя), Чорноморець (Одеса), Металург (Донецьк)
- Сергій Кузнецов– Металіст (Харків), Таврія (Сімферополь), Арсенал (Київ)
- Сергій Кукалевич – Таврія (Сімферополь)
- Віталій Ланько – Волинь (Луцьк)
- Артур Лесько – Кривбас (Кривий Ріг)
- Євген Линьов – Металург (Запоріжжя), Таврія (Сімферополь)
- Євген Лошанков – Чорноморець (Одеса), Харків
- Олександр Лужанков – Волинь (Луцьк)
- Дмитро Лянцевич – Дніпро
- Віталій Макавчик – Металург (Запоріжжя)
- Володимир Маковський – Динамо (Київ), Ворскла (Полтава), ЦСКА (Київ), Закарпаття
- Михайло Маковський – Динамо (Київ), Ворскла (Полтава), ЦСКА (Київ), Закарпаття
- Геннадій Мардас – Таврія (Сімферополь)
- Юрій Мархель – Металург (Запоріжжя)
- Артур Матвейчик – Кривбас (Кривий Ріг)
- Сергій Мірошкін – Зоря-МАЛС
- Олександр Мозговий – Зоря-МАЛС
- Андрій Морозов – Кривбас (Кривий Ріг)
- Сергій Нікітенко – Кривбас (Кривий Ріг)
- Сергій Омельянчук – Арсенал (Київ)
- Дмитро Осипенко – Ворскла (Полтава)
- Андрій Островський – Арсенал (Київ), Чорноморець (Одеса)
- Олександр Павловець – Колос (Ковалівка)
- Олексій Панковець – Харків
- Павло Родньонок – Верес (Рівне)
- Ігор Рожков – Кривбас (Кривий Ріг)
- Андрій Сєрогін – Чорноморець (Одеса)
- Михайло Сіваков – Чорноморець (Одеса), Зоря (Луганськ)
- Олексій Сучков – Карпати (Львів), Харків
- Ян Тигорєв – Металург (Запоріжжя)
- Роман Трепачкін – Кривбас (Кривий Ріг)
- Олександр Хацкевич – Динамо (Київ)
- Василь Хомутовський – Металіст (Харків), Таврія (Сімферополь)
- Артем Челядинський – Металург (Запоріжжя)
- Сергій Чернишов – Зоря-МАЛС
- Олександр Шагойка – Кривбас (Кривий Ріг)
- Микола Швидаков – Металіст (Харків)
- Віталій Шепетовський – Кривбас (Кривий Ріг)
- Ілля Шкурін – Динамо (Київ)
- Сергій Штанюк – Металург (Запоріжжя)
- Олександр Юревич – Карпати (Львів)
- Сергій Яскович – Шахтар (Донецьк)

### Бельгія
- Зігі Бадібанга – Чорноморець (Одеса)
- Данило – Металург (Донецьк), Дніпро
- Ібрагім Каргбо-молодший – Динамо (Київ), Олімпік (Донецьк)

### Болгарія
- Віктор Генєв – Олександрія
- Ібрям Юсуф Даїл – Ворскла (Полтава)
- Велизар Димитров – Металург (Донецьк)
- Петар Занєв – Волинь (Луцьк)
- Валентин Ілієв – Металург (Запоріжжя), Волинь (Луцьк)
- Велін Кефалов – Ворскла (Полтава)
- Васил Колев – Нива (Тернопіль)
- Димитар Макрієв – Олександрія
- Александр Младенов – Севастополь
- Юліян Нейчев – Нива (Тернопіль)
- Предраг Пажин – Шахтар (Донецьк)
- Георгі Пеєв – Динамо (Київ), Дніпро
- Йордан Петков – Ворскла (Полтава)
- Станімір Сталєв – Нива (Тернопіль)
- Светослав Тодоров – Говерла (Ужгород)
- Александр Томаш – Металург (Запоріжжя)
- Венцислав Христов – Металург (Донецьк)
- Чавдар Янков – Металург (Донецьк)

### Болівія
- Дієго Арройо – Шахтар (Донецьк)
- Вісенте Арсе – Говерла (Ужгород)
- Родріго Варгас – Карпати (Львів)
- Марсело Морено – Шахтар (Донецьк)
- Густаво Пінедо – Чорноморець (Одеса)
- Маурісіо Сауседо – Чорноморець (Одеса)

### Боснія і Герцеговина
- Владимир Арсич – Чорноморець (Одеса)
- Споменко Бошняк – Металург (Запоріжжя)
- Адмір Бристрич – Полісся (Житомир)
- Нікола Васіль – Зоря (Луганськ)
- Джордже Інджич – Чорноморець (Одеса)
- Ігор Йоксимович – Закарпаття
- Ріфет Капич – Кривбас (Кривий Ріг)
- Амар Квакіч – Металіст 1925
- Бранислав Крунич – Волинь (Луцьк)
- Един Кунич – Карпати (Львів)
- Аді Мехремич – Карпати (Львів)
- Деян Попара – Зоря (Луганськ)
- Сеад Рамович – Металург (Запоріжжя)
- Сергей Тица – Сталь (Алчевськ)
- Здравко Шараба – Волинь (Луцьк)
- Един Шехич – Ворскла (Полтава)
- Семир Штилич – Карпати (Львів)
- Тоні Шуніч – Зоря (Луганськ)
- Андрія Янич – Зоря (Луганськ)

### Бразилія
- Данілу Авелар – Карпати (Львів)
- Луїс Адріану – Шахтар (Донецьк)
- Аїлтон – Металург (Донецьк)
- Алан – Металург (Донецьк), Сталь (Алчевськ), Арсенал (Київ)
- Алваро – ПФК «Львів»
- Алессандро – Динамо (Київ)
- Алешандре – Металург (Донецьк)
- Аліссон – Шахтар (Донецьк)
- Леандро Алмейда – Динамо (Київ)
- Алсідеш – Дніпро
- Матеус Амарал – Олександрія
- Маттео Аморозо – Кривбас (Кривий Ріг)
- Андре – Динамо (Київ)
- Леонардо Антоніо – ПФК «Львів»
- Маркос Андре – Дніпро-1
- Маркос Антоніо – Шахтар (Донецьк)
- Араужо – ПФК «Львів»
- Аріельсон – Полісся (Житомир)
- Артур – Ворскла (Полтава)
- Марсіо Асеведо – Металіст (Харків), Шахтар (Донецьк)
- Аугусто – ПФК «Львів»
- Тьяго Альберто – Карпати (Львів)
- Вільям Батіста – Карпати (Львів), Харків, Оболонь
- Жуан Батіста – Шахтар (Донецьк)
- Баяно – ПФК «Львів»
- Безерра – Олександрія
- Бернард – Шахтар (Донецьк)
- Бетао – Динамо (Київ)
- Білл – Дніпро-1
- Вільям Боавентура – Металург (Донецьк)
- Тьяго Борхес – Кривбас (Кривий Ріг)
- Брандау – Шахтар (Донецьк)
- Бруніньо – Карпати (Львів)
- Брунінью – Зірка (Кропивницький)
- Бруно – ПФК «Львів»
- Вітор Буено – Динамо (Київ)
- Габріель Бусанелло – Дніпро-1
- Вагнер – Дніпро-1
- Макс Валеф – Дніпро-1
- Вашингтон – Металург (Запоріжжя)
- Ліпе Велозу – ПФК «Львів»
- Лео Велосо – Чорноморець (Одеса)
- Вендел – Металіст 1925
- Венделл – Полісся (Житомир), Верес (Рівне)
- Венделл – Зоря (Луганськ)
- Жоау Віалле – Полісся (Житомир)
- Віктіньо – Дніпро-1
- Вілліан – Шахтар (Донецьк)
- Вілліан – Металіст (Харків)
- Вісенте – ПФК «Львів»
- Вітао – Шахтар (Донецьк)
- Вітіньйо – Динамо (Київ)
- Паулу Вітор – Карпати (Львів)
- Пауло Вог – Сталь (Алчевськ), Металург (Донецьк)
- Воллес – Говерла (Ужгород)
- Габріел – Металург (Донецьк), Сталь (Кам'янське)
- Ігор Габріел – ПФК «Львів»
- Гільєрме – Зоря (Луганськ)
- Гільєрме – Динамо (Київ)
- Марсіо Глад – Металург (Донецьк), Арсенал (Київ)
- Гобер – Волинь (Луцьк)
- Жуніор Годой – Таврія (Сімферополь), Зоря (Луганськ), Металург (Запоріжжя)
- Габрієль Гомес – Дніпро-1
- Марлон Гомес – Шахтар (Донецьк)
- Кайо Гомеш – Чорноморець (Одеса)
- Гуті – Олімпік (Донецьк), Чорноморець (Одеса)
- Давідсон – Дніпро
- Дада – Чорноморець (Одеса)
- Даніель – Металург (Донецьк)
- Данило – Зоря (Луганськ)
- Де – Олександрія
- Дентіньйо – Шахтар (Донецьк)
- Дерек – Металіст 1925
- Джевані – Олександрія
- Джеферсон – Металург (Запоріжжя)
- Джиммі – Чорноморець (Одеса)
- Джонатан – Сталь (Кам'янське)
- Джордан – Зоря (Луганськ)
- Дієго – Лівий берег
- Жоау Діогу – Карпати (Львів)
- Додо – Шахтар (Донецьк)
- Дуглас – Дніпро, Дніпро-1
- Дуду – Динамо (Київ)
- Еберт – Сталь (Кам'янське)
- Евертон – Таврія (Сімферополь)
- Еверсон – Говерла (Ужгород)
- Егіналду – Шахтар (Донецьк)
- Едмар[4] – Таврія (Сімферополь), Металіст (Харків), Дніпро
- Едсон – Рух (Львів)
- Ежидіо – Дніпро
- Елано – Шахтар (Донецьк)
- Жорже Еліас – Чорноморець (Одеса)
- Кауан Еліас – Шахтар (Донецьк)
- Емерсон – Дніпро
- Фернандо Енріке – Олександрія
- Ерік – Карпати (Львів)
- Ерікс – Маріуполь
- Жадер – Металіст (Харків)
- Жадсон – Шахтар (Донецьк)
- Жажа – Металіст (Харків)
- Жоземар – Сталь (Алчевськ), Арсенал (Київ)
- Жонатан – Олександрія
- Жуліано – Дніпро
- Жуніньо – Зоря (Луганськ)
- Іван – Шахтар (Донецьк)
- Ілсінью – Шахтар (Донецьк)
- Ісмаїлі – Шахтар (Донецьк)
- Кадіна – ПФК «Львів»
- Вільям де Камарго – Карпати (Львів)
- Луан Кампуш – Верес (Рівне)
- Ніколас Карека – Ворскла (Полтава)
- Дієго Каріока – Колос (Ковалівка)
- Раян Карлос – Чорноморець (Одеса)
- Кауе – ПФК «Львів»
- Кевін – Шахтар (Донецьк)
- Клайвер – Рух (Львів)
- Клебер – Динамо (Київ)
- Клейтон – Металург (Донецьк)
- Клейтон – Динамо (Київ)
- Андре Консейсао – Металіст (Харків)
- Карлос Корреа – Динамо (Київ)
- Рожеріо Корреа – Іллічівець
- Дуглас Коста – Шахтар (Донецьк)
- Лео Коста – Волинь (Луцьк)
- Таллес Коста – Полісся (Житомир)
- Леандро – Закарпаття/Говерла, Таврія (Сімферополь), Волинь (Луцьк)
- Леандро – Металург (Донецьк)
- Леандро – Арсенал (Київ)
- Леонардо – Шахтар (Донецьк)
- Леонардо – Металург (Донецьк)
- Леонардо – Металург (Запоріжжя)
- Леонідас – Зоря (Луганськ), Олімпік (Донецьк)
- Ліма – ПФК «Львів»
- Ліма – Іллічівець
- Рамон Лопес – Волинь (Луцьк)
- Рікардо Лопес – Ворскла (Полтава)
- Луізао – Ворскла (Полтава)
- Майкл – Динамо (Київ)
- Майкон пом. – Волинь (Луцьк), Шахтар (Донецьк), Зоря (Луганськ), Іллічівець
- Майкон – Шахтар (Донецьк)
- Жерсон Маграо – Динамо (Київ)
- Даніло Маріотто – Волинь (Луцьк)
- Маркіньос – Шахтар (Донецьк)
- Марлісон – Металіст 1925, Ворскла (Полтава)
- Марлон – Шахтар (Донецьк)
- Марлос [4] – Металіст (Харків), Шахтар (Донецьк)
- Марселіньйо – Карпати (Львів)
- Марсело – Металіст (Харків)
- Мартан – ПФК «Львів»
- Матеус – Дніпро
- Матеус – Металург (Запоріжжя)
- Матеус – Металург (Запоріжжя)
- Матеус – Чорноморець (Одеса)
- Лео Матос – Чорноморець (Одеса), Дніпро
- Франселіну Матузалем – Шахтар (Донецьк)
- Леандро Машаду – Динамо (Київ)
- Родріго Моледо – Металіст (Харків)
- Жуніор Мораес – Металург (Донецьк), Динамо (Київ), Шахтар (Донецьк)
- Арі Моура – Металіст 1925
- Муріло – Карпати (Львів)
- Наїлсон – Зірка (Кропивницький)
- Невертон – Шахтар (Донецьк)
- Ігор Невес – Карпати (Львів)
- Веллінгтон Нем – Шахтар (Донецьк)
- Нено – Карпати (Львів), Севастополь
- Едуарду Нето – Таврія (Сімферополь)
- Жоау Нету – Чорноморець (Одеса)
- Ігор Ногейра – Металіст 1925
- Матеус Нортон – Зоря (Луганськ)
- Руан Олівейра – Зоря (Луганськ)
- Пайшау – Полісся (Житомир)
- Панамбі – ПФК «Львів»
- Алан Патрік – Шахтар (Донецьк)
- Пауліньо – Зоря (Луганськ)
- Маркуш Паулу – Металіст (Харків)
- Філіпе Пахтманн – ПФК «Львів»
- Жуан Пеглоу – Дніпро-1
- Педріньйо – Шахтар (Донецьк)
- Педріньйо – Шахтар (Донецьк)
- Педро – ПФК «Львів»
- Фернандо Педро – Шахтар (Донецьк)
- Жан Педрозу – Карпати (Львів)
- Пепі – Верес (Рівне)
- Фабіо Перейра – Ворскла (Полтава)
- Пернамбуко – ПФК «Львів»
- Андерсон Піко – Дніпро
- Феліпе Пірес – Дніпро-1
- Лукас Рамірес — Ворскла (Полтава)
- Лукас Рангел – Ворскла (Полтава), Колос (Ковалівка)
- Рафаель – Арсенал (Київ)
- Рафаель – Динамо (Київ)
- Рафаел – Зоря (Луганськ)
- Бруно Ренан – Шахтар (Донецьк), Зоря (Луганськ)
- Ренан – ПФК «Львів», Колос (Ковалівка)
- Андерсон Рібейро – Металіст (Харків), Харків, Металург (Запоріжжя)
- Веслі Рібейро – Кривбас (Кривий Ріг)
- Діого Рінкон – Динамо (Київ)
- Роджер – Таврія (Сімферополь)
- Родолфо – Динамо (Київ)
- Феліпе Родрігес – Ворскла (Полтава)
- Родріго – Динамо (Київ)
- Самуел – Металіст (Харків)
- Андерсон Сантана – Чорноморець (Одеса)
- Тіаго Сантана – Ворскла (Полтава)
- Жуліо Сезар – Верес (Рівне)
- Жуліо Сезар – Металург (Донецьк)
- Жуліо Сезар – Верес (Рівне), ПФК «Львів»
- Алессандро Селін – Волинь (Луцьк)
- Сабіно – ПФК «Львів»
- Селіо – Таврія (Сімферополь)
- Сержіо – Металург (Донецьк)
- Сідклей – Динамо (Київ)
- Сідней – Рух (Львів), Лівий берег
- Сілас – Зоря (Луганськ)
- Даніло Сілва – Динамо (Київ)
- Сілвіо – Чорноморець (Одеса)
- Гільєрме Сміт – Зоря (Луганськ)
- Зе Соарес – Металург (Донецьк)
- Гільєрме Соуза – ПФК «Львів»
- Дієго Соуза – Металіст (Харків)
- Муріло Соуза – ПФК «Львів»
- Адріано Спадото – Зоря (Луганськ)
- Стеніо – Карпати (Львів)
- Тайсон – Металіст (Харків), Шахтар (Донецьк)
- Таллес – Олімпік (Донецьк), Рух (Львів)
- Лукас Тейлор – ФК «Львів», Дніпро-1, Шахтар (Донецьк), Полісся (Житомир)
- Алекс Тейшейра – Шахтар (Донецьк)
- Еліас Теллес – Колос (Ковалівка)
- Тете – Шахтар (Донецьк)
- Тіаго – Сталь (Кам'янське)
- Тіагуіньо – Ворскла (Полтава)
- Вінісіус Тобіас – Шахтар (Донецьк)
- Родріго Толедо – Металург (Запоріжжя)
- Фабіано – Металург (Запоріжжя)
- Фабіньйо – Металург (Донецьк)
- Фабіньо – Олімпік (Донецьк), Металіст 1925
- Фабіо – Металург (Запоріжжя)
- Крістіан Фагундес – Зоря (Луганськ)
- Фарлей – Севастополь
- Фернандінью – Шахтар (Донецьк)
- Фернандо – Шахтар (Донецьк)
- Фернандо – Олімпік (Донецьк)
- Лукас Феррейра – Шахтар (Донецьк)
- Луїс Філіпе – Зоря (Луганськ)
- Фініньйо – Металіст (Харків)
- Флавіо – Зоря (Луганськ)
- Рафаел Форстер – Зоря (Луганськ)
- Фред – Шахтар (Донецьк)
- Хадсон – Таврія (Сімферополь)
- Хайнер – Дніпро-1
- Че Че – Динамо (Київ)
- Клейтон Шав'єр – Металіст (Харків)
- Шина – Карпати (Львів), ПФК «Львів»
- Штефанелло – Металург (Запоріжжя)
- Шумахер – Волинь (Луцьк)
- Юрі – Зоря (Луганськ)
- Яго – Верес (Рівне)
- Матеус Яковеллі – ПФК «Львів»

### Буркіна-Фасо
- Арістід Бансе – Металург (Донецьк)
- Драман Салу – Олімпік (Донецьк)
- Лассіна Траоре – Шахтар (Донецьк)
- Ула Траоре – ПФК «Львів»

### Венесуела
- Андрусв Араухо – Кривбас (Кривий Ріг)
- Джованні Болівар – Колос (Ковалівка)
- Майкен Гонсалес – Кривбас (Кривий Ріг)
- Луїфер Ернандес – Полісся (Житомир)
- Кевін Келсі – Шахтар (Донецьк)
- Глейкер Мендоза – Кривбас (Кривий Ріг)
- Карлос Парако – Кривбас (Кривий Ріг)
- Ерік Рамірес – Динамо (Київ)
- Карлос Рохас – Кривбас (Кривий Ріг)

### Вірменія
- Ара Акопян – Металург (Донецьк), Сталь (Алчевськ), Іллічівець
- Арам Акопян – Іллічівець
- Арарат Аракелян – Металург (Донецьк)
- Самвел Аракелян – Металіст (Харків)
- Артак Дашян – Металург (Донецьк)
- Оганес Демірчян – Сталь (Алчевськ)
- Артак Єдігарян – Металург (Донецьк)
- Артур Єдігарян – Говерла (Ужгород)
- Тигран Єсаян – Торпедо (Запоріжжя)
- Гегам Кадимян[2] – Говерла (Ужгород), Олімпік (Донецьк), Карпати (Львів), Зоря (Луганськ), Ворскла (Полтава), Арсенал (Київ)
- Геворг Казарян – Металург (Донецьк)
- Арман Карамян – Арсенал (Київ)
- Артавазд Карамян – Арсенал (Київ)
- Гор Малакян – Сталь (Кам'янське)
- Едгар Малакян – Сталь (Кам'янське)
- Єгіше Мелікян – Металург (Донецьк), Сталь (Алчевськ), Зоря (Луганськ), Говерла (Ужгород)
- Самвел Мелконян – Металург (Донецьк)
- Карлен Мкртчян – Металург (Донецьк)
- Генріх Мхітарян – Металург (Донецьк), Шахтар (Донецьк)
- Румян Овсепян – Металург (Донецьк)
- Арман Оганесян – Зірка (Кропивницький)
- Маркос Піззеллі – Металург (Донецьк)
- Альберт Саркісян – Арсенал (Київ)
- Ерванд Сукіасян – Динамо (Київ)
- Вардан Хачатрян – Металург (Запоріжжя)
- Армен Шахгельдян – Чорноморець (Одеса)

### Габон
- Гаетан Куаку – Арсенал (Київ)

### Гамбія
- Аладжі Воллі – Верес (Рівне)
- Мозес Джарджу – Чорноморець (Одеса)
- Бабукар Фал – Рух (Львів)

### Гана
- Даніель Аддо – Зоря (Луганськ)
- Домінік Адія – Арсенал (Київ)
- Прінс Квабена Аду – Кривбас (Кривий Ріг)
- Ернест Антві – Рух (Львів)
- Марк Ассінор – ЛНЗ (Черкаси)
- Дерек Боатенг – Дніпро
- Самуель Інкум – Дніпро
- Мохаммед Кадірі – Динамо (Київ), Чорноморець (Одеса)
- Кваме Карікарі — Сталь (Кам'янське)
- Абейку Кванса – Арсенал (Київ)
- Раймонд Овусу – Зоря (Луганськ), Металіст 1925

### Гаяна
- Осазе Тафарі Де Розаріо – Рух (Львів)

### Гваделупа
- Анже-Фредді Плюмейн – Рух (Львів)
- Натанаель Сентіні – Кривбас (Кривий Ріг)

### Гвінея
- Фуссені Бамба – Чорноморець (Одеса)
- Ісмаель Бангура – Динамо (Київ)
- Секу Конде – Дніпро, Олімпік (Донецьк)
- Мохамед Альхалі Сума – Карпати (Львів)

### Гвінея-Бісау
- Пеле – Арсенал (Київ)

### Греція
- Сотіріос Балафас – Говерла (Ужгород)
- Панайотіс Лагос – Ворскла (Полтава)
- Васіліос Пліацікас – Металург (Донецьк)
- Константінос Стамуліс – Верес (Рівне)

### Грузія
- Іраклі Азарові – Шахтар (Донецьк)
- Кахабер Аладашвілі – Динамо (Київ), Дніпро, Закарпаття, Харків
- Кахабер Аладашвілі – Темп (Шепетівка)
- Олександр Амісулашвілі – Таврія (Сімферополь)
- Шалва Апхазава пом. – Арсенал (Київ)
- Гіоргі Арабідзе – Шахтар (Донецьк)
- Малхаз Асатіані – Динамо (Київ)
- Георгій Бабуадзе – Темп (Шепетівка)
- Реваз Барабадзе – Дніпро
- Володимир Бурдулі – Кривбас (Кривий Ріг), Зоря (Луганськ), Таврія (Сімферополь), Закарпаття
- Георгій Габедава – Іллічівець
- Юрій Габіскірія – Темп (Шепетівка), Шахтар (Донецьк), Кривбас (Кривий Ріг)
- Ніка Гагнідзе – Колос (Ковалівка)
- Теймураз Гаделія – Верес (Рівне)
- Гіоргі Гадрані – Чорноморець (Одеса)
- Паата Гамцемлідзе – Темп (Шепетівка)
- Георгій Гахокідзе – Металург (Донецьк)
- Гія Гвазава – Темп (Шепетівка)
- Автанділ Гвіанідзе – Нива (Тернопіль)
- Мате Гвініанідзе – Севастополь
- Васіл Гігіадзе – Таврія (Сімферополь), Кривбас (Кривий Ріг), Нафтовик-Укрнафта
- Андро Гіоргадзе – Ворскла (Полтава), Карпати (Львів)
- Бека Гоцирідзе – Дніпро
- Реваз Гоцирідзе – Кривбас (Кривий Ріг)
- Георгій Гочолейшвілі – Шахтар (Донецьк)
- Олександр Гурулі – Карпати (Львів)
- Георгій Давітнідзе – Нива (Тернопіль)
- Віталій Дараселія – ЦСКА (Київ)
- Дато Дарцімелія – Севастополь
- Муртаз Даушвілі – Карпати (Львів)
- Кахабер Дгебуадзе – Нива (Тернопіль)
- Георгій Деметрадзе – Динамо (Київ), Металург (Донецьк), Арсенал (Київ)
- Лаша Джакобія – Металіст (Харків), Арсенал (Київ), Ворскла (Полтава), Говерла (Ужгород)
- Гоча Джамараулі – Металург (Донецьк)
- Гіоргі Джгереная – Іллічівець
- Міхеїл Джишкаріані – Динамо (Київ)
- Мамука Джугелі – Темп (Шепетівка), Зоря (Луганськ), Таврія (Сімферополь), Спартак (Івано-Франківськ), Миколаїв
- Темур Дімітрішвілі – Зоря (Луганськ)
- Гоча Жоржоліані – Темп (Шепетівка)
- Грігол Імедадзе – Таврія (Сімферополь)
- Давіт Імедашвілі – Динамо (Київ)
- Зураб Іонанідзе – Таврія (Сімферополь)
- Анзор Кавтеладзе – Кремінь
- Александр Кайдарашвілі – Нива (Тернопіль), Кривбас (Кривий Ріг)
- Каха Каладзе – Динамо (Київ)
- Ілля Канделакі – Чорноморець (Одеса)
- Джаба Канкава – Арсенал (Київ), Дніпро, Кривбас (Кривий Ріг)
- Автанділ Капанадзе – Темп (Шепетівка), Нива (Тернопіль)
- Таріел Капанадзе – Темп (Шепетівка), Нива (Тернопіль)
- Соломон Кверквелія – Металіст 1925
- Дато Квірквелія – Металург (Запоріжжя)
- Гела Квітатіані – Зоря (Луганськ)
- Леван Кенія – Карпати (Львів)
- Варлам Кіласонія – Дніпро
- Георгій Кіласонія – Дніпро
- Олександр Кобахідзе – Дніпро, Кривбас (Кривий Ріг), Арсенал (Київ), Волинь (Луцьк), Дніпро-1
- Лука Коберідзе – Десна (Чернігів)
- Георгій Куція – Верес (Рівне)
- Лука Лацабідзе – Чорноморець (Одеса)
- Іраклі Лілуашвілі – Металург (Донецьк)
- Джаба Ліпартія – Зоря (Луганськ), Арсенал (Київ)
- Уча Лобжанідзе – Дніпро, Кривбас (Кривий Ріг)
- Георгій Ломая – Карпати (Львів)
- Гіоргі Майсурадзе – Полісся (Житомир)
- Темурі Маргошія – Миколаїв
- Отар Марцваладзе – Динамо (Київ), Закарпаття
- Костянтин Метревелі – Нива (Тернопіль)
- Кахабер Мжаванадзе – Чорноморець (Одеса)
- Лаврентій Мікадзе – ЦСКА (Київ), Арсенал (Київ), Кривбас (Кривий Ріг)
- Іраклі Модебадзе – Металург (Запоріжжя), Чорноморець (Одеса)
- Шота Нонікашвілі – ЛНЗ (Черкаси)
- Торніке Окріашвілі – Іллічівець
- Сергі Орбеладзе – Іллічівець
- Вахтанг Панцхава – Металіст (Харків)
- Тамаз Пертія – Темп (Шепетівка)
- Зураб Попхадзе пом. – Кривбас (Кривий Ріг)
- Михайло Поцхверія – Зоря (Луганськ), Металург (Запоріжжя), Шахтар (Донецьк), Дніпро
- Александр Рехвіашвілі – Темп (Шепетівка)
- Гіоргі Робакідзе – Чорноморець (Одеса)
- Мамука Русія – Темп (Шепетівка)
- Ніка Сандохадзе – Карпати (Львів)
- Ніка Сітчінава – Інгулець, Колос (Ковалівка)
- Автанділ Сіхарулідзе – Нива (Тернопіль)
- Давид Таргамадзе – Олександрія, Шахтар (Донецьк), Іллічівець
- Дімітрі Татанашвілі – Металург (Запоріжжя)
- Мераб Тевзадзе – Темп (Шепетівка)
- Лаша Тотадзе – Динамо (Київ)
- Гоча Трапаідзе – Таврія (Сімферополь), Волинь (Луцьк)
- Тенгіз Угрехелідзе – Нива (Тернопіль)
- Вахтанг Хвадагіані – Верес (Рівне)
- Давид Хочолава – Чорноморець (Одеса)
- Шалва Худжадзе – Нива (Тернопіль)
- Георгій Цимакурідзе – Сталь (Алчевськ), Шахтар (Донецьк), Іллічівець, Зоря (Луганськ)
- Георгій Цітаішвілі[2] – Динамо (Київ), Ворскла (Полтава), Чорноморець (Одеса)
- Леван Цкітішвілі – Металург (Донецьк)
- Давид Чаладзе – Темп (Шепетівка)
- Вахтанг Чантурішвілі – Олександрія
- Грігол Чантурія – Таврія (Сімферополь), Закарпаття
- Георгій Челідзе – Зоря (Луганськ)
- Лаша Челідзе – Металург (Запоріжжя)
- Гіоргі Челебадзе – Чорноморець (Одеса)
- Георгій Чіхрадзе – Темп (Шепетівка), Шахтар (Донецьк)
- Темур Чогадзе – Олімпік (Донецьк), Інгулець
- Володимир Чолокава – Верес (Рівне)
- Шота Чомахідзе – Нива (Тернопіль), Таврія (Сімферополь)
- Звіад Чхетіані – Таврія (Сімферополь)
- Кахабер Чхетіані – Таврія (Сімферополь)
- Георгій Шашіашвілі – Чорноморець (Одеса)
- Гела Шекіладзе – Арсенал (Київ)
- Іраклій Шенгелія – Нива (Тернопіль)

### Данія
- Міккель Дуелунд – Динамо (Київ)

### Демократична Республіка Конго
- Мфілю Мафумба – ЦСКА (Київ)
- Дьємерсі Мбокані – Динамо (Київ)
- Ерве Нзело-Лембі – Металург (Донецьк)

### Еквадор
- Мануел Хосе Ернандес – Олександрія
- Деніл Кастілло – Шахтар (Донецьк)
- Пітер Меркадо – Ворскла (Полтава), Кривбас (Кривий Ріг)
- Нарсісо Міна – Чорноморець (Одеса)

### Естонія
- Мікель Айнсалу – ПФК «Львів»
- Сергій Зеньов – Карпати (Львів)
- Тармо Кінк – Карпати (Львів)
- Станіслав Кітто – Зоря (Луганськ)
- Олександр Марашов – Зоря (Луганськ)
- Євген Новіков – Зірка (Кропивницький)
- Тааві Ряхн – Волинь (Луцьк)
- Йоонас Тамм – Десна (Чернігів), Ворскла (Полтава)

### Замбія
- Шеммі Маємбе – Минай

### Зімбабве
- Мусавенкосі Мгуні – Металург (Донецьк)
- Генрі Мутамбіква – Карпати (Львів)

### Ізраїль
- Йоель Абу Ханна[5] – Зоря (Луганськ)
- Арад Бар – ЛНЗ (Черкаси)
- Офек Бітон – Полісся (Житомир)
- Максим Гречкін – Зоря (Луганськ)
- Гішам Лейоус – Карпати (Львів), Рух (Львів)
- Став Лемкін – Шахтар (Донецьк)
- Бар Лін – Кривбас (Кривий Ріг)
- Манор Соломон – Шахтар (Донецьк)
- Гай Хадіда – Чорноморець (Одеса)
- Осама Халайла – ЛНЗ (Черкаси)
- Гал Шіш – Волинь (Луцьк)
- Томер Юсефі – Полісся (Житомир)

### Іран
- Шахаб Захеді – Олімпік (Донецьк), Зоря (Луганськ)
- Аллах'яр Сайядманеш – Зоря (Луганськ)

### Ірландія
- Даррен О'Ді – Металург (Донецьк)

### Ісландія
- Арні Вільг'яльмссон – Чорноморець (Одеса), Колос (Ковалівка)
- Рагнар Сігюрдссон – Рух (Львів)

### Іспанія
- Пабло Альварес – Карпати (Львів)
- Амількар – Ворскла (Полтава)
- Маріо Аркес – Карпати (Львів)
- Борха Гомес – Карпати (Львів)
- Борха Екіса – Зірка (Кропивницький)
- Марк Кастельс – Зірка (Кропивницький)
- Роберто Корраль – Металіст (Харків)
- Ніл Кош – ФК «Епіцентр»
- Марті Креспі – Чорноморець (Одеса)
- Крістобаль – Карпати (Львів)
- Хорді Лопес – Говерла (Ужгород)
- Лукас – Карпати (Львів)
- Джон Себеріо – ФК «Епіцентр»
- Фран Соль – Динамо (Київ)
- Сіто Рієра – Чорноморець (Одеса)
- Айтор Фернандес – Зірка (Кропивницький)
- Даніель Фернандес – Металург (Донецьк)
- Хоакінет – ФК «Епіцентр»

### Італія
- Крістіано Лукареллі – Шахтар (Донецьк)
- Гаетано Монакелло – Металург (Донецьк)

### Кабо-Верде
- Ейнел Суареш – ЛНЗ (Черкаси)
- Фабіу – Металург (Запоріжжя)

### Казахстан
- Віталій Абрамов[3] – Шахтар (Донецьк), Металург (Донецьк), Зірка (Кропивницький)
- Іван Азовський – Кривбас (Кривий Ріг)
- Віталій Артемов – Зірка (Кропивницький)
- Сергій Жуненко[3] – Зоря (Луганськ), Шахтар (Донецьк), Металург (Донецьк)
- Олег Капустніков[3] – Металург (Запоріжжя)
- Сергій Костюк[4] – Чорноморець (Одеса), Ворскла (Полтава), Металіст (Харків)
- Костянтин Лєдовських[3] – Дніпро
- Олександр Мартиненко – Зоря-МАЛС
- Дмитро Непогодов[2] – Чорноморець (Одеса)
- Костянтин Павлюченко[4] – Нива (Тернопіль), Дніпро, Кривбас (Кривий Ріг)
- Сергій Пацай – Зоря (Луганськ)
- Анатолій Поведьонок – Зоря-МАЛС
- Фанас Салімов – Нива (Тернопіль), Кривбас (Кривий Ріг), Миколаїв
- Олег Самойлов – Зоря-МАЛС
- Олександр Собкович[4] ЦСКА (Київ), Маріуполь, Чорноморець (Одеса), Оболонь (Київ)
- Ігор Степаніщєв – Зоря-МАЛС
- Євген Сисоєв – Кривбас (Кривий Ріг)
- Сергій Тимофєєв[3] – Нива (Тернопіль)
- Олег Чухлєба[3] – Зоря (Луганськ), Дніпро
- Антон Шох[3] пом. – Нива (Тернопіль), Кремінь, Миколаїв
- Євген Яровенко[4] – Нива (Тернопіль), Дніпро, Кривбас (Кривий Ріг), Металург (Запоріжжя)

### Камерун
- Ален Амугу – Металіст (Харків)
- Жюль Бага – Зоря (Луганськ)
- Молло Бессала – ЛНЗ (Черкаси)
- Джойскім Дава – Маріуполь
- Іван Дібанго – Кривбас (Кривий Ріг)
- Арман Кен Елла – Карпати (Львів)
- Поль Ессола – Сталь (Алчевськ), Арсенал (Київ), Дніпро
- Патрік Ібанда – Ворскла (Полтава), Арсенал (Київ), Зоря (Луганськ), Кривбас (Кривий Ріг)
- Ерік Камдем Камдем пом. – Іллічівець
- Ерік Матуку – Дніпро, Арсенал (Київ), Волинь (Луцьк)
- Мозес Молонго – Волинь (Луцьк), Ворскла (Полтава)
- Алваро Нгамба – Колос (Ковалівка)
- Коллінз Нгаха – Зоря (Луганськ)
- Таддеус Нкенг – Олімпік (Донецьк)
- Самуель Нонго – Верес (Рівне)
- Мартін Онгла – Карпати (Львів)
- Ернест Сіанкам – Волинь (Луцьк)
- Адольф Тейку – Металург (Запоріжжя), Чорноморець (Одеса)
- Нана Фалемі – Волинь (Луцьк)
- Бернар Чутанг – Металург (Донецьк)

### Канада
- Мілан Божич – Волинь (Луцьк)
- Манджрекар Джеймс – Чорноморець (Одеса)
- Араміс Кузін – Дніпро-1

### Киргизстан
- Олександр Агарін[4] – Ворскла (Полтава)
- Бекназ Алмазбеков – Рух (Львів)
- Олег Казьмирчук[4] – Кремінь, Нива (Тернопіль)
- Віталій Кобзар[4] – Ворскла (Полтава), Оболонь (Київ)
- Олександр Корзанов – Кремінь
- пом. Тагір Фасахов[4]– Нива (Тернопіль), Спартак (Івано-Франківськ)

### Кіпр
- Константінос Макрідіс – Металург (Донецьк)

### Колумбія
- Леонардо Асеведо– Зоря (Луганськ)
- Йонатан Бедоя – Карпати (Львів)
- Хорхе Карраскаль – Карпати (Львів)
- Маурісіо Кортес – Карпати (Львів)
- Нельсон Рівас – Дніпро
- Браян Себальйос – Динамо (Київ)
- Анхель Торрес – Динамо (Київ)

### Конго
- Руді Бебей-Ндей– Зоря (Луганськ)
- Патрік Івоссо– Зоря (Луганськ)
- Жеррі Йока – Полісся (Житомир)
- Кевін Кубемба – Чорноморець (Одеса)
- Бені Макуана – Полісся (Житомир), ЛНЗ (Черкаси)
- Бурнель Окана-Стазі – Сталь (Алчевськ)
- Борель Томандзото – Полісся (Житомир)

### Косово
- Мілот Авділі – Ворскла (Полтава)
- Шпетім Бабай – Зоря (Луганськ)
- Ардін Даллку – Ворскла (Полтава)
- Албан Драгуша – Ворскла (Полтава)
- Альбін Краснічі – Колос (Ковалівка)
- Ілір Краснічі – Колос (Ковалівка)
- Ісмет Муніші – Ворскла (Полтава)
- Хайдін Саліху – ЛНЗ (Черкаси)
- Бетім Халімі – Олімпік (Донецьк)
- Мухаррем Яшарі – ЛНЗ (Черкаси)

### Коста-Рика
- Джевісон Беннетт – ЛНЗ (Черкаси)
- Рональд Матарріта – Дніпро-1
- Джонатан Моя — Зірка (Кропивницький)
- Джон Хайро Руїс – Дніпро
- Фернан Фаеррон – Ворскла (Полтава)

### Кот-д'Івуар
- Жоселен Беіратче – Олександрія
- Яннік Болі – Зоря (Луганськ)
- Франк Джа Джедже – Чорноморець (Одеса)
- Абдулай Джіре – Металург (Донецьк), Металіст (Харків)
- Данні Екра – Олімпік (Донецьк)
- Венанс Зезе – Металург (Донецьк), Металіст (Харків)
- Ігор Лоло – Металург (Донецьк), Дніпро
- Франк Маду – Зоря (Луганськ)
- Арсен Не – Металург (Донецьк)
- Марко Не – Таврія (Сімферополь)
- Жан Морель По – Кривбас (Кривий Ріг)
- пом. Ібрагім Туре – Металург (Донецьк)
- Шаїб Туре – Сталь (Алчевськ)
- Яя Туре – Металург (Донецьк)

### Кувейт
- Насер Аль-Саухі – Динамо (Київ)

### Латвія
- Маріс Верпаковскіс – Динамо (Київ)
- пом. Євген Горячилов – Металург (Запоріжжя)
- Каспарс Дубра – Олександрія
- Арманд Зейберліньш – Металург (Запоріжжя)
- Артурс Карашаускас – Дніпро
- Владімірс Колесніченко – Чорноморець (Одеса)
- Олексій Колесников – Металург (Запоріжжя)
- Ігорс Корабльовс – Кривбас (Кривий Ріг)
- Євгенюс Космачовс – Севастополь
- Олексій Круц – Ворскла (Полтава)
- Раймонд Лайзанс – Карпати (Львів)
- Валентінс Лобаньовс – Металург (Запоріжжя)
- Іванс Лук'яновс – Металург (Запоріжжя)
- Рітварс Ругінс – Іллічівець
- Артурс Сілагайліс – Кривбас (Кривий Ріг)
- Владіславс Соловейчикс – Колос (Ковалівка)
- Александрс Фертовс – Севастополь
- Андрейс Циганікс – Зоря (Луганськ)
- Андрейс Штолцерс – Шахтар (Донецьк)
- Віталійс Ягодінскіс – Динамо (Київ), Говерла (Ужгород)

### Литва
- Відас Алундеріс – Металіст (Харків), Таврія (Сімферополь)
- Андрюс Бразаускас – Металург (Запоріжжя)
- Неріюс Василяускас – Таврія (Сімферополь)
- Аудрюс Вейкутіс – Таврія (Сімферополь)
- Відмантас Вішняускас – Таврія (Сімферополь)
- Андрюс Гедгаудас – Металург (Донецьк)
- Дайнюс Глевецкас – Шахтар (Донецьк), Іллічівець
- Ірмантас Зельмікас – Таврія (Сімферополь)
- Кестутіс Івашкевічюс – Кривбас (Кривий Ріг)
- Андрюс Йокшас – Кривбас (Кривий Ріг), ЦСКА (Київ), Арсенал (Київ), Ворскла (Полтава), Таврія (Сімферополь)
- Донатас Казлаускас – ПФК «Львів»
- Міндаугас Калонас – Металург (Запоріжжя)
- Гінтарас Квіткаускас – Динамо (Київ), Верес (Рівне)
- Лінас Клімавічюс – Дніпро, Кривбас (Кривий Ріг)
- Аурімас Кучіс – Нафтовик-Укрнафта, Закарпаття
- Вітаутас Лукша – Іллічівець, Арсенал (Київ)
- пом. Вальдемарас Мартінкенас – Динамо (Київ)
- Саулюс Міколюнас – Арсенал (Київ)
- Даріус Міцейка – Металург (Запоріжжя)
- Ігор Панкратьєв – Динамо (Київ), Зоря (Луганськ), Нива (Тернопіль)
- Гедимінас Паулаускас – Іллічівець
- Гітіс Паулаускас – Колос (Ковалівка)
- Маріус Рапаліс – Таврія (Сімферополь)
- Даніель Романовський – Олімпік (Донецьк)
- Мантас Самусіовас – Іллічівець
- Маріус Скіндеріс – Сталь (Алчевськ), Металург (Донецьк)
- Едгарас Чеснаускіс – Динамо (Київ)

### Люксембург
- Тім Галль – Карпати (Львів)
- Марвін Мартінс – Карпати (Львів)
- Енес Махмутович – ПФК «Львів»
- Жерсон Родрігес – Динамо (Київ)
- Олів'є Тілль  — Ворскла (Полтава), ЛНЗ (Черкаси)

### Малі
- Сіака Баґайоко – Минай
- Ібрахім Кане – Ворскла (Полтава), Колос (Ковалівка)
- Бакарі Конате – Кривбас (Кривий Ріг)
- Драман Траоре – Металург (Донецьк)

### Марокко
- Юнес Беланда[6] – Динамо (Київ)
- Шахір Бельгазуані[6] – Динамо (Київ)
- Мохамед Ель-Буаззаті – Зоря (Луганськ)
- Бадр Ель-Каддурі – Динамо (Київ)
- Хішам Махдуфі – Динамо (Київ), Металіст (Харків)
- Моха – Олімпік (Донецьк)

### Мексика
- Нері Кастільйо – Шахтар (Донецьк), Дніпро

### Молдова
- Сергій Алексєєв[3] – Говерла (Ужгород)
- Валерій Андронік – Металіст (Харків)
- Ігор Андронік – Говерла (Ужгород)
- Владислав Бабогло[2] – Олександрія
- Віктор Баришев – Харків
- Андріан Богдан – Зоря (Луганськ)
- Александру Бойчук – Карпати (Львів)
- Вадим Болохан – Зоря (Луганськ), Говерла (Ужгород), Севастополь, Карпати (Львів)
- Віталій Бордіян – Металіст (Харків), Говерла (Ужгород)
- Ігор Бугайов – Чорноморець (Одеса), Металург (Запоріжжя)
- Едуард Велуце – Металург (Запоріжжя), Нафтовик-Укрнафта
- Володимир Гайдамащук – Нива (Вінниця), Буковина (Чернівці)
- Михаіл Гечев – Верес (Рівне), Минай
- Александру Голбан – Карпати (Львів)
- Олександр Гузун – Нива (Вінниця), Дніпро
- Сергій Деренов – Кривбас (Кривий Ріг)
- Сергій Єпуряну – Ворскла (Полтава), Кривбас (Кривий Ріг)
- Йон Жардан – Арсенал (Київ)
- Денис Ілеску – Кривбас (Кривий Ріг)
- Васіле Карауш – Металург (Запоріжжя)
- Кетелін Карп – Динамо (Київ)
- Валерій Катинсус – Чорноморець (Одеса)
- Сергій Ковальчук[3] – Карпати (Львів), Чорноморець (Одеса)
- Андрій Кожухар[2] – Верес (Рівне)
- Віктор Комльонок – Оболонь (Київ)
- Володимир Коссе – Зірка (Кропивницький), Таврія (Сімферополь)
- Каталін Кукош – Колос (Ковалівка)
- Сергій Лащенков – Металіст (Харків), Маріуполь, Карпати (Львів)
- Петру Леука – Олександрія
- Анатолій Лук'янчиков – Кривбас (Кривий Ріг)
- Владислав Лунгу – Ворскла (Полтава)
- Василь Малюта – Нива (Вінниця)
- Дмитро Мандриченко[2] – Інгулець
- пом. Юрій Мітєрєв – Чорноморець (Одеса), Зоря (Луганськ)
- Владислав Немешкало – Ворскла (Полтава), Таврія (Сімферополь)
- Сергій Нудний – Металург (Запоріжжя)
- Александру Оніке – Ворскла (Полтава)
- Ігор Опря – Чорноморець (Одеса)
- Валерій Погорєлов – Чорноморець (Одеса)
- Олександр Попович – Дніпро, Кривбас (Кривий Ріг), Зоря (Луганськ)
- Марчел Решітка – Металург (Запоріжжя), Говерла (Ужгород)
- Олексій Савінов – Металург (Запоріжжя), Волинь (Луцьк), Говерла (Ужгород)
- пом. Сергій Савченко – Торпедо (Запоріжжя)
- Андрій Сосновський – Динамо (Київ)
- Георгій Стратулат – Дніпро
- Андрій Строєнко – СК Одеса, Кривбас (Кривий Ріг)
- Олександр Сухарєв – Дніпро
- Володимир Танурков – Сталь (Алчевськ)
- Георгій Харя – Нива (Вінниця), Металіст (Харків)
- Олег Хромцов – Борисфен (Бориспіль)
- Ігор Цигирлаш – Металіст (Харків), Харків, Металург (Запоріжжя)
- пом. Борис Чеботар – Волинь (Луцьк)

### Нігер
- Амаду Мутарі – Металург (Донецьк)
- Даніель Созах – Кривбас (Кривий Ріг)
- Наджееб Якубу[7] – Ворскла (Полтава)

### Нігерія
- Алію Аду Абубакар – Олімпік (Донецьк)
- Джуліус Агахова – Шахтар (Донецьк), Севастополь
- Патрік Умомо Агбо – Металург (Донецьк)
- Айоделе Аделеє – Металург (Донецьк), Таврія (Сімферополь)
- Фанендо Аді – Металург (Донецьк)
- Тоні Алегбе – Металург (Донецьк), Кривбас (Кривий Ріг)
- Джаміу Алімі – Металург (Донецьк), Таврія (Сімферополь)
- Мохаммед Алію – Таврія (Сімферополь)
- Майкл Чіді Алозіє – Волинь (Луцьк), Металург (Запоріжжя), Севастополь
- Чіджоке Аніагбосо – Чорноморець (Одеса)
- Едвард Аньямке – Карпати (Львів)
- Лукман Аруна – Динамо (Київ), Говерла (Ужгород)
- Абдулвахід Афолабі – Таврія (Сімферополь)
- Аруна Бабангіда – Металург (Донецьк)
- Мічел Бабатунде – Кривбас (Кривий Ріг), Волинь (Луцьк), Дніпро
- Беніто – Динамо (Київ), Олімпік (Донецьк)
- Еммануель Денніс – Зоря (Луганськ)
- Айодеджі Браун – Таврія (Сімферополь)
- Самсон Годвін – Карпати (Львів)
- Майкл Гопей – Інгулець
- Джеффрі – Олімпік (Донецьк)
- Едді Лорд Домбрає – Волинь (Луцьк), Закарпаття
- Джозеф Еїмофе – Металург (Донецьк)
- Брайт Енобахар – Рух (Львів)
- Девід Еногела – Олімпік (Донецьк)
- Дарлінгтон Ігвекалі – Олімпік (Донецьк)
- Лакі Ідахор – Динамо (Київ), Ворскла (Полтава), Карпати (Львів), Таврія (Сімферополь), Зоря (Луганськ)
- Браун Ідеє – Динамо (Київ)
- Самсон Ієде – Чорноморець (Одеса), Ворскла (Полтава)
- Гармоні Іканде – Говерла (Ужгород)
- Піус Ікедія – Металург (Донецьк)
- Клемент Ікенна – Кривбас (Кривий Ріг)
- Джек Іпалібо – Чорноморець (Одеса)
- Шериф Іса – Олімпік (Донецьк), Чорноморець (Одеса)
- Петер Ітодо – Металіст 1925
- Оларенважу Кайоде – Шахтар (Донецьк)
- Сані Кайта – Металіст (Харків), Таврія (Сімферополь)
- Санні Еке Кінгслі – Металург (Донецьк)
- Жозеф Косісочукву – Карпати (Львів)
- Акім Латіфу – Сталь (Кам'янське)
- Крістіан Мба – Металіст 1925
- Френсис Момо – ЛНЗ (Черкаси)
- Крістофер Нваезе – Зоря (Луганськ)
- Келвін Нвамора – Металург (Донецьк)
- Онєкачі Нвоа – Металіст (Харків), Зоря (Луганськ)
- Чуквіді Нвогу – Металург (Донецьк), Ворскла (Полтава), Кривбас (Кривий Ріг)
- Даніель Нджоку – Ворскла (Полтава)
- Чарльз Невуче – Закарпаття
- Проспер Обах – ЛНЗ (Черкаси)
- Абайомі Овонікоко – Волинь (Луцьк)
- Очуко Оджобо – Металург (Донецьк)
- Майкл Одібе – Арсенал (Київ), Дніпро
- Угочукву Одуеньї – Минай
- Габрієль Окечукву – Карпати (Львів)
- Еммануель Окодува – Ворскла (Полтава), Арсенал (Київ), Шахтар (Донецьк), Металург (Донецьк), Динамо (Київ)
- Чігбо Годвін Окое – Металіст (Харків)
- Айзек Окоронкво – Шахтар (Донецьк)
- Семюел Окуново – Металург (Донецьк), Сталь (Алчевськ)
- Гаррісон Омоко – Арсенал (Київ), Ворскла (Полтава), Волинь (Луцьк), Таврія (Сімферополь), Зоря (Луганськ)
- Нурудін Орелесі – Металург (Запоріжжя)
- Тає Тайво – Динамо (Київ)
- Франк Теміле – Динамо (Київ)
- Учечукву Увакве – Таврія (Сімферополь)
- Аїла Юссуф – Динамо (Київ), Металіст (Харків)

### Нідерланди
- Хеннос Асмелаш – Інгулець
- Бой Деул – Сталь (Кам'янське)
- Лоренцо Ебесіліо – Металург (Донецьк)
- Сільвано Комваліус – Сталь (Кам'янське)
- Йорді Кройф – Металург (Донецьк)
- Джермейн Ленс – Динамо (Київ)
- Грегорі Нельсон – Металург (Донецьк)
- Бредлі де Ноєр – Ворскла (Полтава)
- Гійон Фернандес – Сталь (Дніпродзержинськ)

### Нідерландські Антильські острови/Кюрасао
- Сендлей Біто – Сталь (Алчевськ), Арсенал (Київ), Закарпаття (Ужгород), Таврія (Сімферополь)

### Німеччина
- Андреас Зассен (пом.) – Дніпро
- Давід Одонкор – Говерла (Ужгород)
- Денис Причиненко – Севастополь

### Панама
- Едуардо Герреро – Зоря (Луганськ)
- Анель Райс – Чорноморець (Одеса)

### Парагвай
- Альдо Адорно – Металург (Донецьк)
- Педро Бенітес – Шахтар (Донецьк)
- Дерліс Гонсалес – Динамо (Київ)

### ПАР
- Терсіус Малепе – Минай

### Перу
- Луїс Адвінкула – Таврія (Сімферополь)
- Паоло де ла Аса – Чорноморець (Одеса)
- Едгар Вільямарін – Чорноморець (Одеса)
- Андрес Мендоса – Металург (Донецьк)
- Карлос Самбрано – Динамо (Київ)
- Хосе Карлос Фернандес – Чорноморець (Одеса)

### Південна Корея
- Кім Пхьон Ре – Металург (Запоріжжя)
- Хван Хун Хі – Металург (Запоріжжя)

### Північна Македонія
- Матей Ангелов – ЛНЗ (Черкаси)
- Мартин Богатинов – Карпати (Львів)
- Бобан Грнчаров – Металург (Донецьк), Сталь (Алчевськ), Таврія (Сімферополь)
- Ігор Гюзелов – Шахтар (Донецьк), Металург (Донецьк)
- Бесір Демірі – Маріуполь
- Филип Деспотовський – Ворскла (Полтава)
- Маріо Джуровський – Металург (Донецьк)
- Стефан Євтоський – Арсенал (Київ)
- Джоко Зайков – Ворскла (Полтава)
- Бесарт Ібраїмі – Севастополь, Таврія (Сімферополь), Металург (Запоріжжя)
- Демір Імері – Олімпік (Донецьк)
- Християн Кировський – Металург (Запоріжжя)
- Владе Лазаревський – Металіст (Харків), Карпати (Львів)
- Александар Лазевський – Говерла (Ужгород)
- Данчо Масєв – Металург (Запоріжжя)
- Ігор Мітрескі – Металург (Запоріжжя)
- Горан Попов – Динамо (Київ)
- Решат Рамадані – Динамо (Київ)
- Агрон Руфаті – Зоря (Луганськ)
- Душан Савич – Волинь (Луцьк), Говерла (Ужгород)
- Стефан Спировський – Маріуполь
- Дарко Тасевський – Металург (Запоріжжя)
- Еннур Тотре – Ворскла (Полтава)
- Ванче Шиков – Волинь (Луцьк)
- Адис Яхович – Ворскла (Полтава)

### Польща
- Марцін Буркхардт – Металіст (Харків)
- Северин Ганцарчик – Арсенал (Київ), Волинь (Луцьк), Металіст (Харків)
- Томаш Кендзьора – Динамо (Київ)
- Пйотр Клепчарек – Таврія (Сімферополь)
- Войцех Ковалевський – Шахтар (Донецьк)
- Марцин Ковальчик – Металург (Донецьк)
- Мацей Ковальчик – Арсенал (Київ)
- Маріуш Левандовський – Шахтар (Донецьк), Севастополь
- Мацей Налєпа – Карпати (Львів), Харків
- Марцин Новак – Волинь (Луцьк)
- Лукаш Теодорчик – Динамо (Київ)
- Якуб Тосік – Карпати (Львів)
- Павел Хайдучек – Таврія (Сімферополь), Металург (Запоріжжя)
- Радослав Цежняк – Волинь (Луцьк), Карпати (Львів)
- Пйотр Цетнарович – Кривбас (Кривий Ріг)
- Войцех Шиманек – Чорноморець (Одеса)
- Давід Янчик – Олександрія

### Португалія
- Віторіну Антунеш – Динамо (Київ)
- Рафаел Бандейра – Кривбас (Кривий Ріг)
- Мігел Велозу – Динамо (Київ)
- Бруну Гама – Дніпро
- Жозе Гоміш – Чорноморець (Одеса)
- Андре Гонсалвеш – Полісся (Житомир)
- Жота – Олександрія
- Мігель Кампуш – Олександрія
- Давід Каядо – Таврія (Сімферополь), Металіст (Харків)
- Нелсон Монте – Дніпро-1
- Артур Морейра – Чорноморець (Одеса)
- Нуну Пінту – Таврія (Сімферополь)
- Крістіан Понде – Карпати (Львів)
- Сержіньо – Металург (Запоріжжя)
- Маріу Сержіу – Металург (Донецьк)
- Жоау Тейшейра – Олександрія
- Філіпі Тейшейра – Металург (Донецьк)
- Тьягу Террозу – Чорноморець (Одеса)
- Рікарду Фернандеш – Металург (Донецьк)
- Шина – Металург (Донецьк)

### Росія
- Магомед Адієв – Кривбас (Кривий Ріг)
- Вадим Александров – Зоря (Луганськ)
- Максим Аристархов – Арсенал (Київ), Металург (Запоріжжя), Зоря (Луганськ)
- В'ячеслав Бахарєв – Чорноморець (Одеса)
- Олексій Бахарев[4] – Шахтар (Донецьк)
- Микита Безліхотнов – Металург (Донецьк)
- Сергій Беспалих – Дніпро, Прикарпаття
- Олексій Ботвіньєв – Шахтар (Донецьк)
- Вадим Боженко – Зоря-МАЛС
- Кирило Вараксін – Металург (Запоріжжя)
- Євген Варламов – Металіст (Харків)
- Сергій Васильєв – Металіст (Харків)
- В'ячеслав Вишневський – Таврія (Сімферополь)
- Махач Гаджиєв – Таврія (Сімферополь)
- Юрій Гатилов [4] – Волинь (Луцьк)
- Андрій Гашкін – Нива (Тернопіль), Чорноморець (Одеса)
- Олексій Герасименко – Динамо (Київ)
- Юрій Гетіков – Таврія (Сімферополь), Темп (Шепетівка)
- Сергій Гладишев – Таврія (Сімферополь)
- Олександр Горін – Кривбас (Кривий Ріг)
- Віталій Гришин – Ворскла (Полтава)
- Дмитро Гуленков – Таврія (Сімферополь)
- Ролан Гусєв – Дніпро, Арсенал (Київ)
- Олександр Данишевський – Арсенал (Київ)
- Максим Деменко – Динамо (Київ)
- Андрій Демченко[4] – Торпедо (Запоріжжя), Металург (Запоріжжя)
- Роман Євменьєв – Зірка (Кіровоград)
- Роман Ємельянов – Шахтар (Донецьк), Зоря (Луганськ), Іллічівець
- Сергій Єршов – Металург (Запоріжжя)
- Валерій Єсипов – Динамо (Київ)
- Андрій Єщенко – Динамо (Київ), Дніпро, Арсенал (Київ)
- Андрій Жиров – Буковина
- Олександр Заруцький – Таврія (Сімферополь)
- Володимир Зінич – СК Одеса, Торпедо (Запоріжжя)
- Георгій Зотов – Металург (Донецьк)
- Олексій Ігонін – Чорноморець (Одеса)
- Олексій Ільїн – Верес (Рівне)
- Костянтин Камнєв – Чорноморець (Одеса)
- Сергій Каретник[8] – Металург (Донецьк)
- Андрій Каряка[8] – Металург (Запоріжжя), ЦСКА (Київ)
- Олександр Кисляков – Буковина
- Дмитро Клабуков – Металіст (Харків)
- Валерій Коваленко – Кремінь, Металург (Запоріжжя)
- Леонід Ковальков – Металург (Запоріжжя)
- Сергій Кормильцев[4] – Динамо (Київ), Зоря (Луганськ)
- Дмитро Корнєєв – Верес (Рівне)
- Сергій Косілов – Дніпро, Олександрія, Таврія (Сімферополь)
- Сергій Крючихін – Арсенал (Київ)
- Євген Крячик – Буковина, Кремінь
- Микола Кузнєцов – Темп (Шепетівка)
- Володимир Кузьмичов – Динамо (Київ)
- Герман Кутарба – Арсенал (Київ), Металург (Запоріжжя), Таврія (Сімферополь)
- Сергій Лисенко – Чорноморець (Одеса)
- Владислав Майоров – Кривбас (Кривий Ріг)
- Юрій Мамаєв – Чорноморець (Одеса)
- Раміз Мамедов – Динамо (Київ)
- Сергій Мамчур (пом.)[8] – Дніпро
- Віталій Марков – Буковина
- Марат Махмутов – Чорноморець (Одеса)
- Олег Мєхов – Верес (Рівне)
- Едуард Мор[8] – Волинь (Луцьк)
- Марат Мулашев – Таврія (Сімферополь)
- В'ячеслав Недоростков – Темп (Шепетівка), Нива (Тернопіль)
- Валентин Нефьодов – Чорноморець (Одеса), Нафтовик-Укрнафта, Іллічівець
- Геннадій Ніжегородов – Чорноморець (Одеса)
- Юрій Никифоров[8] – Чорноморець (Одеса)
- Юрій Новосельцев – Металург (Запоріжжя)
- Карен Оганян – Металіст (Харків)
- Олександр Орєхов – Арсенал (Київ)
- Сергій Осипов – Чорноморець (Одеса)
- Василь Павлов – Чорноморець (Одеса)
- Андрій Панфьоров – Кривбас (Кривий Ріг)
- Валерій Панчик – Металіст (Харків)
- Ігор Перевезенцев – Евіс
- Олександр Петрик – Металург (Запоріжжя)
- Олег Петров – Верес (Рівне)
- Юрій Петров[8] – Миколаїв, Волинь (Луцьк), Металіст (Харків)
- Андрій Плетньов – Зоря (Луганськ)
- Сергій Полстянов – Нива (Тернопіль), Таврія (Сімферополь)
- Олександр Пономарьов – Чорноморець (Одеса)
- Сергій Правкін – Кривбас (Кривий Ріг)
- Сергій Приходько – Чорноморець (Одеса)
- Мурад Рамазанов – Кривбас (Кривий Ріг)
- Андрій Рябих – Арсенал (Київ)
- Олексій Савельєв – Ворскла (Полтава)
- Олег Саленко[8] – Динамо (Київ)
- Сергій Самодін – Дніпро, Арсенал (Київ)
- Євген Саприкін – Металург (Запоріжжя)
- Едуард Саркісов – Прикарпаття
- Ігор Сартаков – Волинь (Луцьк)
- Олег Сімаков – Кривбас (Кривий Ріг)
- Дмитро Смирнов – Таврія (Сімферополь)
- Дмитро Смирнов – Волинь (Луцьк)
- Олексій Снігірьов – Верес (Рівне)
- Юрій Соболь – Ворскла (Полтава), Кремінь
- Андрій Соломатін – Оболонь (Київ)
- Олександр Сонін – Арсенал (Київ)
- Ігор Стрєлков – Шахтар (Донецьк)
- Руслан Суанов – Металург (Запоріжжя)
- Владислав Тернавський[8] – Чорноморець (Одеса)
- Сергій Ткачов – Металіст (Харків)
- Валерій Ткачук – Торпедо (Запоріжжя), Металург (Запоріжжя)
- Дмитро Травін – Темп (Шепетівка)
- Сергій Троїцький – Кремінь
- Олексій Уваров – Чорноморець (Одеса), Арсенал (Київ)
- Максим Федоров – Динамо (Київ)
- Андрій Федьков – Кремінь, Шахтар (Донецьк)
- Олександр Філімонов – Динамо (Київ)
- Вадим Фірсов – Зірка (Кропивницький)
- Андрій Ходикін – Харків
- Валерій Шевирьов – Металург (Запоріжжя)
- Олександр Шмарко – Шахтар (Донецьк)
- Сергій Шумілін – Кривбас (Кривий Ріг)

### Руанда
- Джихад Бізімана – Кривбас (Кривий Ріг)

### Румунія
- Маріан Аліуце – Шахтар (Донецьк), Металург (Донецьк)
- Юліан Архіре – Волинь (Луцьк), Металург (Донецьк)
- Даніель Бастон – Металург (Запоріжжя)
- Тудор Белуце – Динамо (Київ)
- Космін Беркеуан – Шахтар (Донецьк)
- Ерік Бікфалві – Волинь (Луцьк)
- Лучіан Бурдужан – Чорноморець (Одеса), Таврія (Сімферополь), Говерла (Ужгород)
- Корнел Бута – Волинь (Луцьк)
- Чіпріан Васілаке – Ворскла (Полтава)
- Александру Влад – Дніпро
- Штефан Вледою – Колос (Ковалівка)
- Дан Гелдяну – Дніпро, Кривбас (Кривий Ріг)
- Тіберіу Гіоане – Динамо (Київ)
- Александру Дандя – Говерла (Ужгород)
- Юліан Деніце – Таврія (Сімферополь), Металіст (Харків)
- Константін Діма – Десна (Чернігів)
- Лучан Добре – Таврія (Сімферополь)
- Сілвіу Ізворану – Волинь (Луцьк)
- Крістіан Ірімія – Динамо (Київ)
- Августін Кіріце – Карпати (Львів)
- Даніел Кіріце – Шахтар (Донецьк), Сталь (Алчевськ)
- Валентін Кожокару – Дніпро-1
- Резван Кочиш – Карпати (Львів), Говерла (Ужгород)
- Каталін Лікіою – Ворскла (Полтава)
- Богдан Мара – Сталь (Алчевськ)
- Йонуц Мазілу – Дніпро, Арсенал (Київ)
- Чипріан Маріка – Шахтар (Донецьк)
- Флорентін Матей – Волинь (Луцьк)
- Флорінел Міря – Сталь (Алчевськ)
- Маріус Міту – Металург (Донецьк)
- Маріус Нікулае – Говерла (Ужгород)
- Адріан Няга – Волинь (Луцьк)
- Васіле Оларіу – Олександрія
- Крістіан Орош – Говерла (Ужгород)
- Сорін Парасків – Волинь (Луцьк)
- Йонел Пирву – Металург (Запоріжжя), Таврія (Сімферополь)
- Флорін Пирву – Сталь (Алчевськ)
- Резван Рац – Шахтар (Донецьк)
- Маріан Саву – Шахтар (Донецьк), Металург (Донецьк)
- Флавіус Стойкан – Шахтар (Донецьк), Металіст (Харків)
- Чіпріан Тенасе – Металург (Донецьк)
- Александру Тудосе – Говерла (Ужгород)
- Георге Флореску – Арсенал (Київ)
- Даніель Флоря – Шахтар (Донецьк), Металург (Донецьк), Металург (Запоріжжя)
- Богдан Хауши – Закарпаття
- Флорін Чернат – Динамо (Київ)
- Флорін Шоаве – Арсенал (Київ)
- Константін Шумахер – Волинь (Луцьк)

### Сенегал
- Роже Гоміс – Іллічівець
- Папа Гує – Волинь (Луцьк), Металіст (Харків), Дніпро-1
- Мамаду Данфа – Колос (Ковалівка)
- Пап Діакате – Динамо (Київ)
- Самба Діалло – Динамо (Київ)
- Матар Діеє – Олімпік (Донецьк), Карпати (Львів)
- Ассан Н'Діає (пом.) – Шахтар (Донецьк)
- Ісса Ндоє – Волинь (Луцьк)
- Аліун Ндур – Зоря (Луганськ)
- Демба Туре – Динамо (Київ)

### Сербія
- Міодраг Анджелкович – Металург (Запоріжжя)
- Бранко Ашкович – Кривбас (Кривий Ріг)
- Бранко Бакович – Нафтовик-Укрнафта
- Ілія Боренович – Кривбас (Кривий Ріг)
- Синиша Бранкович – Чорноморець (Одеса)
- Александар Брджанин – Металург (Запоріжжя)
- Мирко Буньєвчевич – Арсенал (Київ), Зоря (Луганськ)
- Ацо Василевич – Металург (Запоріжжя)
- Никола Василевич – Металург (Запоріжжя)
- Звонимир Вукич – Шахтар (Донецьк)
- Горан Гавранчич – Динамо (Київ)
- Іван Гвозденович – Металург (Донецьк)
- Марко Грубелич – Металург (Донецьк), Сталь (Алчевськ)
- Мирослав Грумич – Ворскла (Полтава)
- Марко Девич[4] – Волинь (Луцьк), Металіст (Харків)
- Ігор Джинович – Ворскла (Полтава), Кривбас (Кривий Ріг)
- Славолюб Джорджевич – Волинь (Луцьк), Кривбас (Кривий Ріг)
- Владімір Дішленкович[4] – Металург (Донецьк)
- Ігор Димитриєвич – Кривбас (Кривий Ріг)
- Ігор Дуляй – Шахтар (Донецьк), Севастополь
- Дарко Дуньїч – Кривбас (Кривий Ріг), Зоря (Луганськ)
- Милан Загорац – Кривбас (Кривий Ріг)
- Владимир Зеленбаба – Зоря (Луганськ)
- Неманья Іванович – Зоря (Луганськ)
- Нікола Ігнатьєвич – Зоря (Луганськ)
- Милан Ілич – Металург (Запоріжжя)
- Марко Йованович – Чорноморець (Одеса)
- Марко Николич – Арсенал (Київ)
- Милан Йованович – Шахтар (Донецьк)
- Милош Йокич – Металург (Запоріжжя)
- Дамір Кахріман – Таврія (Сімферополь)
- Йован Крнета – Чорноморець (Одеса)
- Зоран Кулич – Динамо (Київ)
- Джордже Лазич – Металург (Донецьк), Сталь (Дніпродзержинськ)
- Ненад Лалатович – Шахтар (Донецьк)
- Желько Любенович – Кривбас (Кривий Ріг), Таврія (Сімферополь), Олександрія, Зоря (Луганськ)
- Боян Малишич – Говерла (Ужгород)
- Мар'ян Маркович – Динамо (Київ)
- Слободан Маркович – Металург (Донецьк), Таврія (Сімферополь)
- Йован Маркоський – Ворскла (Полтава)
- Владимир Миленкович – Ворскла (Полтава)
- Марко Милованович – Таврія (Сімферополь)
- Урош Милосавлевич – Металург (Запоріжжя), Волинь (Луцьк)
- Іван Милошевич – Карпати (Львів)
- Саша Митич – Волинь (Луцьк)
- Петар Мичин – Зоря (Луганськ)
- Владимир Мичович – Таврія (Сімферополь)
- Марин Міок – Таврія (Сімферополь)
- Ненад Младенович – Металург (Донецьк)
- Милян Мрдакович – Металіст (Харків)
- Боян Незірі – Металург (Донецьк), Шахтар (Донецьк)
- Марко Николич – Арсенал (Київ)
- Милош Нинкович – Динамо (Київ)
- Милан Обрадович – Металіст (Харків), Арсенал (Київ)
- Периця Огненович – Динамо (Київ)
- Предраг Оцоколич – Шахтар (Донецьк)
- Александар Пантич – Динамо (Київ)
- Іван Перич – Арсенал (Київ)
- Драган Перишич – Металург (Запоріжжя)
- Ігор Петкович – Динамо (Київ), Ворскла (Полтава), Зоря (Луганськ)
- Радосав Петрович – Динамо (Київ)
- Тодор Петрович – Ворскла (Полтава)
- Милан Перич – Таврія (Сімферополь)
- Душан Попович – Волинь (Луцьк)
- Миня Попович – Закарпаття (Ужгород)
- Радош Протич – Олександрія
- Любиша Ранкович – Металург (Запоріжжя)
- Стеван Рачич – Волинь (Луцьк)
- Владимир Рибич – Арсенал (Київ)
- Мирослав Риканович – Зоря (Луганськ)
- Братислав Ристич – Металург (Донецьк)
- Неманья Рнич – Говерла (Ужгород)
- Іван Рогач – Волинь (Луцьк)
- Сеад Салахович – Кривбас (Кривий Ріг)
- Владимир Сандулович – Ворскла (Полтава)
- Милош Стаменкович – Сталь (Кам'янське), Рух (Львів)
- Саша Стевич – Волинь (Луцьк)
- Александар Стоймирович – Ворскла (Полтава)
- Ілія Столиця – Металург (Донецьк)
- Бранимир Субашич – Чорноморець (Одеса)
- Саша Тодич – Таврія (Сімферополь)
- Раде Тодорович – Кривбас (Кривий Ріг)
- Александар Тришович – Волинь (Луцьк), Кривбас (Кривий Ріг), Металіст (Харків), Чорноморець (Одеса), Закарпаття
- Неманья Тубич – Карпати (Львів)
- Михайло Цакич – Зоря (Луганськ)
- Саша Цилиншек – Таврія (Сімферополь)
- Горан Чосич – Кривбас (Кривий Ріг)
- Душан Шимич – Карпати (Львів)
- Вучина Щепанович – Кривбас (Кривий Ріг)
- Івиця Янчичевич – Карпати (Львів)

### Словенія
- Грегор Балажиц – Карпати (Львів)
- Дарко Бойович – Іллічівець
- Беньямін Вербич – Динамо (Київ)
- Муамер Вугдалич – Шахтар (Донецьк)
- Міха Горопевшек – Волинь (Луцьк)
- Ерік Ґліха – Рух (Львів)
- Лука Гучек – Чорноморець (Одеса), Ворскла (Полтава)
- Русмин Дедич – Ворскла (Полтава)
- Давід Зец – Рух (Львів)
- Даріян Матич – Кривбас (Кривий Ріг)
- Зоран Павлович – Ворскла (Полтава)
- Матія Ром – Колос (Ковалівка)
- Далибор Стеванович – Волинь (Луцьк)
- Алмір Сулейманович – Зоря (Луганськ)
- Сенад Тигань – Карпати (Львів)
- Жан Тронтель – Зоря (Луганськ)
- Кай Ціпот – Верес (Рівне)
- Йон Шпорн – Чорноморець (Одеса)

### Словаччина
- Маріан Адам – Металіст (Харків)
- Томаш Брушко – Ворскла (Полтава)
- Франтішек Ганц – Карпати (Львів), Арсенал (Київ)
- Лібор Грдлічка – Металург (Запоріжжя)
- Ян Золна – Металург (Запоріжжя), Волинь (Луцьк)
- Франтішек Кубик – Таврія (Сімферополь), Арсенал (Київ)
- Іван Лієтава – Ворскла (Полтава)
- Ян Масло – Волинь (Луцьк)
- Петер Суковський – Карпати (Львів)
- Лукаш Тесак – Зоря (Луганськ)
- Лукаш Штетіна – Металіст (Харків)

### Суринам
- Джастін Лонвейк – Динамо (Київ)

### США
- Євген Старіков – Чорноморець (Одеса)

### Таджикистан
- Арсен Аваков – Темп (Шепетівка), Торпедо (Запоріжжя)
- Віталій Левченко[4] – ЦСКА (Київ), Таврія (Сімферополь)
- Віталій Парахневич[4] – Нива (Тернопіль), СК Одеса, Чорноморець (Одеса)
- Хусрав Тоіров – Шахтар (Донецьк), Чорноморець (Одеса)

### Танзанія
- Новатус Міроші – Шахтар (Донецьк)
- Йохана Мкомола – Ворскла (Полтава), Інгулець

### Того
- Серж Акакпо – Говерла (Ужгород), Арсенал (Київ)
- Абдулає Ібрагім – Харків
- Жан Клод – Зоря (Луганськ)
- Прінс Сегбефія – Зоря (Луганськ)

### Туніс
- Мохамед Арурі – Металург (Запоріжжя), Олександрія
- Аніс Буссаїді – Металург (Донецьк), Арсенал (Київ), Таврія (Сімферополь)
- Аймен Бушхтуа – Зоря (Луганськ)
- Алаа Грам – Шахтар (Донецьк)
- Амор Дербаль – Харків
- Соф'ян Мелліті – Ворскла (Полтава)
- Маруан Міхубі – ПФК «Львів»
- Мохамед Алі Бен Салем – Інгулець
- Тауфік Салхі – Зоря (Луганськ), Севастополь, Олександрія
- Слім – Металург (Запоріжжя)
- Мохамед Ашраф Халфауї – Металург (Запоріжжя)

### Туреччина
- Ерол Булут – Металург (Донецьк)
- Толга Сейхан – Шахтар (Донецьк)

### Туркменістан
- Муслім Агаєв – Нива (Тернопіль)
- Назар Байрамов – Ворскла (Полтава)
- Роман Бондаренко[9] – Торпедо (Запоріжжя), Металург (Запоріжжя)
- Андрій Зав'ялов[9] – Динамо (Київ), Нива (Вінниця), Спартак (Івано-Франківськ), Металург (Донецьк), Кривбас (Кривий Ріг), Поліграфтехніка
- Расім Керімов – Ворскла (Полтава)
- Ігор Кислов[9] – Ворскла (Полтава), Зірка (Кропивницький), Таврія (Сімферополь)
- Юрій Магдієв – Нива (Тернопіль)
- Гуванчмухамед Овеков – Арсенал (Київ), Ворскла (Полтава), Зоря (Луганськ), Харків
- Костянтин Сосенко[9] – Нива (Вінниця), Дніпро, ЦСКА (Київ), Спартак (Івано-Франківськ)
- Андрій Хомин (пом.)[9] – Спартак (Івано-Франківськ), Динамо (Київ), Ворскла (Полтава)
- Дмитро Хомуха[4] – Металіст (Харків)
- Сергій Чуйченко[9] – Дніпро, Ворскла (Полтава), Металіст (Харків), Олександрія

### Уганда
- Мелвін Лоренцен[5] – Карпати (Львів)

### Угорщина
- Ласло Боднар – Динамо (Київ), Арсенал (Київ)
- Тамаш Кадар – Динамо (Київ)
- Жолт Нодь – Поліграфтехніка, Закарпаття, Чорноморець (Одеса)
- Балаж Фаркаш – Динамо (Київ)

### Уругвай
- Факундо Батіста – Полісся (Житомир)
- Себастьян Васкес – Чорноморець (Одеса)
- Алехандро Мельо – Чорноморець (Одеса)
- Кевін Мендес – Карпати (Львів)
- Карлос де Пена[10] – Динамо (Київ)
- Себастьян Рібас – Карпати (Львів)
- Даміан Родрігес – Шахтар (Донецьк)

### Узбекистан
- Бобір Абдіхоліков – Рух (Львів)
- Сергій Андрєєв – Таврія (Сімферополь)
- Олег Беляков – Кривбас (Кривий Ріг)
- Віталій Денисов – Дніпро
- Анвар Жаббаров – Кривбас (Кривий Ріг)
- Жафар Ірісметов – Кривбас (Кривий Ріг)
- Садріддін Ішмірзаєв – Таврія (Сімферополь)
- Вахтанг Карібов – Спартак (Івано-Франківськ)
- Олег Сабіров – Карпати (Львів)
- Санжар Турсунов – Ворскла (Полтава)
- Руслан Узаков – Торпедо (Запоріжжя), Шахтар (Донецьк)
- Олександр Хвостунов – Чорноморець (Одеса), Закарпаття
- Геннадій Шаріпов – Зоря (Луганськ)
- Максим Шацьких – Динамо (Київ), Арсенал (Київ)

### Фінляндія
- Олексій Єрьоменко – Металіст (Харків)
- Роман Єременко – Динамо (Київ)
- Велі Лампі – Арсенал (Київ)
- Абукар Мохамед – Карпати (Львів)

### Франція
- Арно Гедж – Зірка (Кропивницький)
- Фарес Балулі – Дніпро-1
- Момар Бангура – Зірка (Кропивницький)
- Жоель Бопесу – ПФК «Львів»
- Мамаду Ваг – Чорноморець (Одеса)
- Серін Діоп – Сталь (Алчевськ), Металург (Донецьк)
- Ісс'яр Драме – Олімпік (Донецьк)
- Ішем Ель-Амдауї – Зірка (Кропивницький)
- Кертіс Єблі – Арсенал (Київ)
- Карім Йода – Карпати (Львів)
- Дам'єн Ле Таллек – Говерла (Ужгород)
- Паті Малумандсоко – Металіст (Харків)
- Орельєн Нгейтала – Арсенал (Київ)
- Алассан Н'Діає – Чорноморець (Одеса)
- Пап-Альюн Ндіайе – Ворскла (Полтава)
- Тео Ндіка – Олександрія
- Ноа Ндомбасі – Кривбас (Кривий Ріг)
- Сесе-Франк Пепе – Зірка (Кропивницький)
- Жуліан Рюлльє – Зірка (Кропивницький)
- Самбу Сіссоко – Ворскла (Полтава)
- Максім Тейшейра – Олімпік (Донецьк)
- Бенуа Тремулінас – Динамо (Київ)
- Хуссейн Туаті – Олександрія
- Давід Фаупала – Зоря (Луганськ)
- Яссін Фортюне – Полісся (Житомир)

### Хорватія
- Вальтер Андрошич – Ворскла (Полтава)
- Йосип Баришич – Олександрія
- Младен Бартулович – Дніпро, Кривбас (Кривий Ріг), Арсенал (Київ), Карпати (Львів), Ворскла (Полтава), Інгулець
- Яков Башич – Зоря (Луганськ)
- Анте Бекавац – Кривбас (Кривий Ріг)
- Петар Босанчич – Маріуполь
- Горан Брайкович (пом.) – Арсенал (Київ)
- Даріо Брглес – Арсенал (Київ)
- Юриця Булят – Металіст (Харків)
- Томислав Бушич – Динамо (Київ)
- Домагой Віда – Динамо (Київ)
- Томислав Вишевич – Металург (Запоріжжя)
- Фране Войковіц – Карпати (Львів)
- Огнєн Вукоєвич – Динамо (Київ)
- Денис Главина – Динамо (Київ), Ворскла (Полтава), Дніпро
- Іван Граф – Таврія (Сімферополь)
- Невен Джурасек – Дніпро-1, Шахтар (Донецьк)
- Саша Джуричич – Ворскла (Полтава), Таврія (Сімферополь)
- Маріо Додич – Металург (Запоріжжя)
- Дино Дрпич – Волинь (Луцьк)
- Едуардо – Шахтар (Донецьк)
- Іван Єлич – Арсенал (Київ)
- Івиця Жульєвич – Металург (Донецьк)
- Івіца Жунич – Волинь (Луцьк)
- Хрвоє Ілич – Кривбас (Кривий Ріг)
- Ігор Йовичевич – Карпати (Львів)
- Никола Калинич – Дніпро
- Ніко Краньчар – Динамо (Київ)
- Єрко Леко – Динамо (Київ)
- Драган Ловрич – Кривбас (Кривий Ріг)
- Ігор Лозо – Чорноморець (Одеса)
- Марин Любичич – Таврія (Сімферополь)
- Матей Матич – Полісся (Житомир)
- Мислав Матич – Минай
- Єрко Микулич – Карпати (Львів)
- Іван Пешич — Ворскла (Полтава)
- Івиця Пирич – Арсенал (Київ)
- Стипе Плетикоса – Шахтар (Донецьк)
- Франьо Прце – Карпати (Львів)
- Юриця Пуліз – Зоря (Луганськ)
- Давід Пуцлін – Ворскла (Полтава)
- Іван Родич – Зоря (Луганськ), Говерла (Ужгород), Металіст (Харків)
- Анте Рожич – Металург (Запоріжжя)
- Горан Саблич – Динамо (Київ)
- Кршеван Сантіні – Зоря (Луганськ)
- Івіян Свржняк – ПФК «Львів»
- Мирко Селак – Металург (Запоріжжя)
- Дарійо Срна – Шахтар (Донецьк)
- Іван Стринич – Дніпро
- Іван Томечак – Дніпро
- Бартол Франьїч – Шахтар (Донецьк)
- Ловро Цвек – Зоря (Луганськ)
- Макс Челич – ПФК «Львів»
- Фране Чир'як – ПФК «Львів»
- Маріо Чуже – Дніпро-1
- Роналд Шиклич – Кривбас (Кривий Ріг)
- Лоренцо Шимич – Говерла (Ужгород)
- Матія Шпичич – Таврія (Сімферополь)
- Ян Юрчец – Кривбас (Кривий Ріг)
- Антоніо Яколиш – Дніпро, Кривбас (Кривий Ріг)

### Чехія
- Маріо Голек – Дніпро
- Томаш Гюбшман – Шахтар (Донецьк)
- Їржі Єслінек – Кривбас (Кривий Ріг)
- Любош Калоуда – Олександрія
- Ян Кралик – Олександрія
- Ян Лаштувка – Шахтар (Донецьк), Дніпро
- Ондржей Мазух – Дніпро

### Чорногорія
- Саша Балич – Кривбас (Кривий Ріг), Металург (Запоріжжя)
- Владимир Вуйович – Таврія (Сімферополь)
- Симон Вукчевич – Карпати (Львів)
- Миодраг Джудович – Волинь (Луцьк)
- Младен Кашчелан – Карпати (Львів)
- Марко Мрвальєвич – Верес (Рівне)
- Александар Недович – Волинь (Луцьк)
- Михайло Перович – Зоря (Луганськ)
- Милан Пурович – Металург (Запоріжжя)
- Мирко Райчевич – Зоря (Луганськ), Чорноморець (Одеса), Говерла (Ужгород)
- Янко Симович – Динамо (Київ), Арсенал (Київ)
- Демір Шкриєль – Ворскла (Полтава)

### Швейцарія
- Адмір Мехмеді – Динамо (Київ)
- Гріффін Сабатіні – Дніпро-1
- Даніель Суботич – Волинь (Луцьк)

### Швеція
- Густав Свенссон – Таврія (Сімферополь)

### Ямайка
- Кахім Перріс – Динамо (Київ)

### Японія
- Урата Іцукі – Зоря (Луганськ)